# آنا چیترو
آنا چیترو (لهستانی: Anna Chitro؛ زادهٔ ۲۵ ژوئیه ۱۹۵۶) بازیگر اهل لهستان است.
از فیلم‌ها یا مجموعه‌های تلویزیونی که وی در آن‌ها نقش داشته‌است، می‌توان به رانندگان جایگزین، قهرمان سال، اجاره‌نشین‌ها، خیابان فرعی ۴، طایفه، در خوشی و سختی و کارآگاهان جنایی اشاره نمود.